# Sapromyza invertebrata
Sapromyza invertebrata är en tvåvingeart som beskrevs av Mario Bezzi 1928. Sapromyza invertebrata ingår i släktet Sapromyza och familjen lövflugor.
Artens utbredningsområde är Fiji. Inga underarter finns listade i Catalogue of Life.